# 卡利尼夫卡 (伊瓦尼夫卡區)
47°3′12″N 30°38′29″E / 47.05333°N 30.64139°E
卡利尼夫卡（烏克蘭語：Калинівка）是位於烏克蘭西南部的村莊，由敖德萨州贝雷济夫卡区的科諾普利亞內市鎮負責管轄。該村始建於1924年，面積5.7平方公里，海拔高度46米，2001年人口483，人口密度每平方公里84.71人。